# Terebra glossema
Terebra glossema är en snäckart som beskrevs av Jeanne Sanderson Schwengel 1942. Terebra glossema ingår i släktet Terebra och familjen Terebridae. Inga underarter finns listade i Catalogue of Life.